# .id
.id is sinds 1993 het achtervoegsel voor domeinen van websites uit Indonesië. Het werd in 1996 formeel in gebruik genomen.
Registratie vond lange tijd uitsluitend plaats op het derde niveau, onder bepaalde tweedeniveaudomeinen. De volgende domeinen worden als tweedeniveaudomeinnaam gebruikt:
- ac.id — Universitaire entiteiten
- biz.id — Klein- en middenbedrijfsentiteiten
- co.id — Commerciële entiteiten
- desa.id — Dorpen en plaatsen
- go.id — Overheid en overheidsorganen
- mil.id — Militair
- my.id — Persoonlijk/bloggers
- net.id — Communicatie/ISP
- or.id — Formele organisaties/gemeenschappen
- sch.id — Scholen
- web.id — Informele organisaties/persoonlijk
- ponpes.id — Islamitische kostscholen

Sinds 17 augustus 2014 is registratie voor algemeen gebruik op het tweede niveau ook mogelijk onder .id.